# Classe Barracuda

Submarino de propulsão nuclear da Classe Barracuda

A Classe Barracuda é uma classe de submarinos nucleares da Marinha da França desenvolvido pelo grupo francês Naval Group para substituir a Classe Rubis. O seu lançamento que estava previsto para 2017, ocorreu somente em 12 de julho de 2019. A referida classe de submarino é uma das mais compactas do mundo, sendo constituída de 700 mil peças, 70 mil equipamentos, 20km de tubos, e 150km de cabos da fiação elétrica, somado ao reator nuclear,  de modelo “K-15” e com peso aproximado de 400 toneladas. O grupo francês anunciou que o submarino de classe Barracuda, tem alto grau de furtividade e capacidade de disparar mísseis de cruzeiro em alvos distantes, além de possuir uma assinatura acústica semelhante ao “som do oceano” ou com o barulho de um camarão.  O barco deve ser entregue à Marinha Francesa no início de 2020 para realizar testes no mar, além disso o governo francês almeja comprar seis exemplares da classe Barracuda, espera-se que a vida útil da classe submarina termine em algum momento da década de 2060.